# يان روليم
يان روليم (15 مارس 1995 بأوسوريو في البرازيل - ) هو لاعب كرة قدم برازيلي في مركز الوسط. لعب مع إف إس في فرانكفورت ونادي جوفنتودي ونادي فيتوريا سيتوبال.

## وصلات خارجية
- يان روليم على موقع قاعدة بيانات كرة القدم.إي يو (الإنجليزية)
- يان روليم على موقع Soccerway.com (الإنجليزية)
- يان روليم على موقع عالم كرة القدم.نت (الإنجليزية)